# Z-Wave
Z-Wave er en trådløs radio-kommunikations protokol, udviklet af det danske firma Zensys og Z-Wave alliancen. Den er designet til styring og overvågning af elektriske apparater og sensorer i hjemmet. Z-wave er designet med lav båndbredde og lav strømforbrug for øje.
Z-wave kan bruges til at fjernbetjene et apparat (f.eks. en kaffemaskine) men også at overvåge samme, så man på afstand kan se om denne er tændt – evt. via internettet. Radioteknologien udnytter at hvert apparat kan både sende og modtage signaler og derved fungerer som hub – hvorved et apparat kan fjernstyres gennem andre uden at have tæt kontakt til fjernbetjeningen.
Z-wave er konkurrent til ZigBee og IHC Wireless.

## Miljøer
Z-wave er beregnet til følgende:
- Fjernbetjening og overvågning af lys og lysdæmpere
- Fjernbetjening og overvågning af gardiner, solskærme og læreder
- Fjernbetjening og overvågning af rumtemperatur, ventilation, air-condition.
- Alarmer (røg, fugt, vandstand, frost, brand)
- Adgangskontrol til hus/værelser
- Overvågning og sikkerhed
- "Stemning", der giver mulighed for at lave forskellige opsætning af de tilsluttede apparater: Dette giver mulighed for at skabe en bestemt lysstemning i stuen ved filmkiggeri eller tænde en dæmpet "lyssti" fra soveværelset til toilettet om natten.

## Teknik
Z-wave har en relativt lille båndbredde på 40 kbit/s